# Il suffit d'un amour
Il suffit d'un amour est un roman historique de Juliette Benzoni paru en deux tomes en 1963. Les tomes composent les deux premiers volets de la série Catherine.

## Personnages
- Catherine Legoix : jeune fille blonde aux yeux violets. Sa tentative de sauvetage de Michel de Montsalvy échoue. Elle s'éprend de lui mais seulement par l'esprit. Cet amour se vêt de chair pour le second des Montsalvy, Arnaud qui est au Roi de France mais Catherine est sujette du duc Philippe de Bourgogne. Par amour, elle ira jusqu'à Orléans pour rejoindre Arnaud.
- Garin de Brazey : époux postiche de Catherine. Il fut obligé de prendre Catherine pour épouse par un ordre du duc de Bourgogne dont il est grand argentier.

## Histoire
- tome 1. Pour avoir suivi son ami Landry devant l'hôtel Saint-Pol, ce vendredi matin 27 avril 1413, afin de voir Caboche, autrement dit Simon le Coutellier, l'écorcheur de la Grande Boucherie, attaquer, à la tête des émeutiers, la maison du Roi pour en arracher les mauvais conseillers de Monseigneur le Dauphin, la vie de petite bourgeoise de Catherine, fille de Gauthier Legoix, orfèvre sur le Pont-aux-Changes, en sera bouleversée.
- Une rencontre, au cœur même du drame qui se joua ce jour-là, la jettera dans les plus terribles aventures. C'est en effet, la pire période de la guerre de Cent Ans. Armagnacs et Bourguignons se livrent à travers la France une lutte sans pitié ni merci. Pour Catherine, cependant rien n'existe plus de tout cela. Obstinément elle poursuit le chemin qu'elle s'est tracé . Il suffit d'un amour...

- Tome 2. Catherine Legoix vit au cœur de la guerre de Cent Ans. Catherine aime désespérément le noble Arnaud de Montsalvy, mais Philippe le Bon, duc de Bourgogne, la poursuit de son désir. Le destin de Catherine, devenue 'épouse du grand argentier du duc, semble scellé. Tout pousse Catherine vers le duc tout en l'éloignant d'Arnaud de Montsalvy : la haine, la guerre, la vengeance, c'est un calvaire , physique et moral, que gravit celle que le grand duc d'Occident appelle sa "Toison d'Or", car le destin s'acharne sur Catherine, qui de Dijon à Bruges, de Bruges à Orléans assiégée, de la cour de Charles VII au bûcher de Rouen poursuit son rêve d'amour.

## Lieux de l'histoire
- L'histoire de Catherine nous fait connaître la France au XVe siècle au temps de la guerre de Cent Ans